# التوأم ماجواير
بيلي ليون ماجواير (7 ديسمبر 1946-14 يوليو 1979) وبيني ليون ماجواير (7 ديسمبر 1946-29 مارس 2001) (يعرفا مجتمعين ب"التوأم ماجواير") هما مصارعان محترفان مسجلان في موسوعة غينيس للأرقام القياسية كأثقل توأمين في العالم.

## الموت
توفي بيلي ماجواير في يوليو 1979 في سن ال 32، بعد حادث دراجة نارية شلالات نياجارا، عاش بيني لمدة 21 عاما بعد ذلك، حتى وفاته في سن ال54 في 26 مارس 2001 بسبب قصور القلب.

## روابط خارجية
- التوأم ماجواير على موقع عالم المصارعة على الإنترنت (الإنجليزية)
- التوأم ماجواير على موقع عالم المصارعة على الإنترنت (الإنجليزية)